# وادي ملوية
ملوية  نهر في شمال المغرب يبعد عن مدينة زايو بـ15 كيلومتر ويقطع مدينة جرسيف، ويفصل بين إقليم الناظور وإقليم بركان. وينبع من الأطلس المتوسط والكبير وجبال الريف، من منطقة تسمى زايدة، ويبلغ طوله 600 كيلومتر وهو يصب في البحر الأبيض المتوسط ويمر في مجراه بعدد من الخوانق وأهم روافده نهر وادي مسون ووادي الزا ونهر وادي كسوب، وهو يصب شمال شرق البلاد.